# Cruziohyla calcarifer
Cruziohyla calcarifer är en groddjursart som först beskrevs av George Albert Boulenger 1902.  Cruziohyla calcarifer ingår i släktet Cruziohyla och familjen lövgrodor. IUCN kategoriserar arten globalt som livskraftig. Inga underarter finns listade i Catalogue of Life.